# Danh sách nhà Ai Cập học
Đây là một Danh sách không đầy đủ của các nhà Ai Cập học. Một nhà Ai Cập học là bất kỳ nhà khảo cổ học, nhà sử học, ngôn ngữ học hoặc nhà sử học về nghệ thuật nào có chuyên môn nghiên cứu về Ai Cập học hay Ai Cập cổ đại và các cổ vật liên quan của nó.

## A

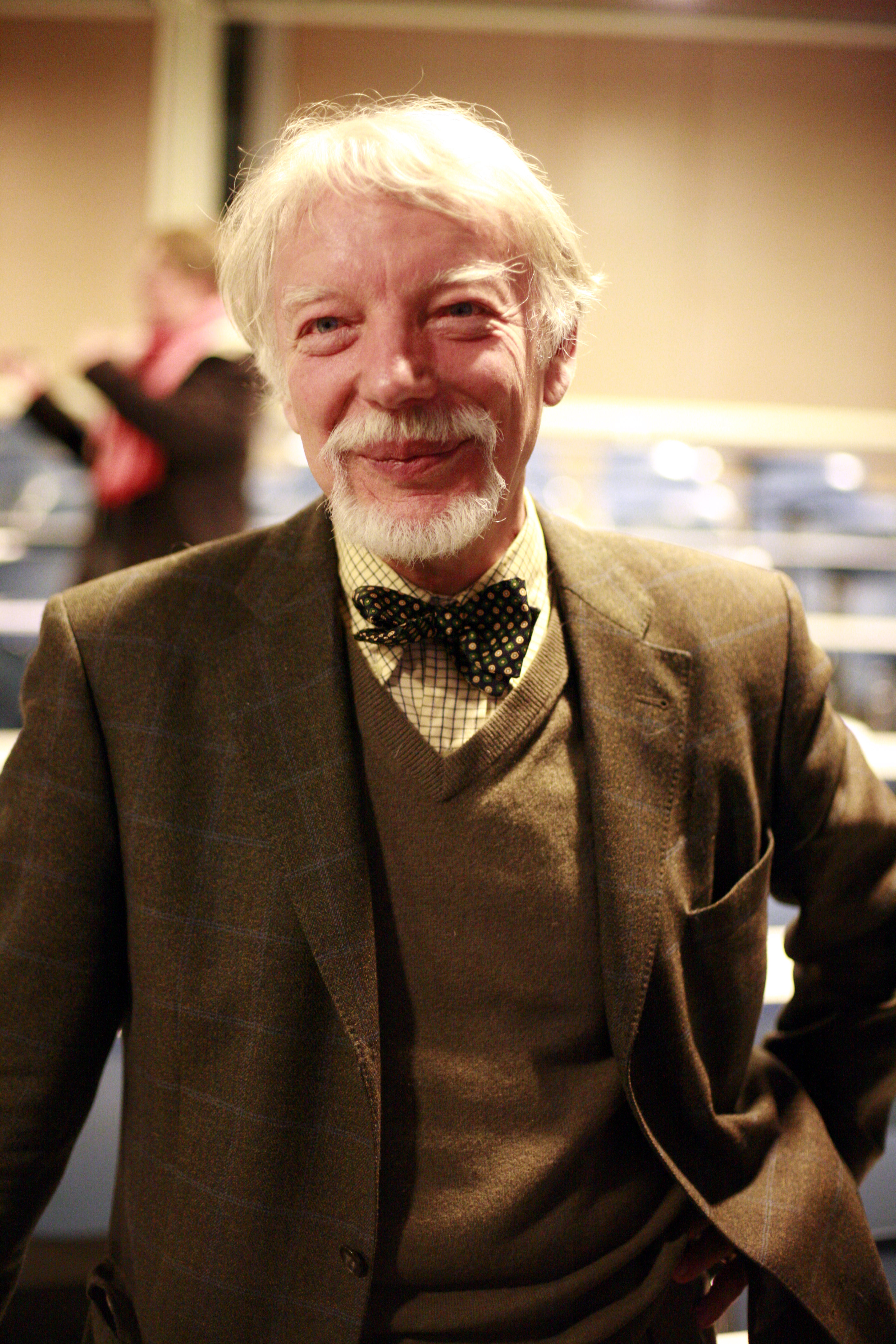
Jan Assmann

- Barbara G. Adams (Anh, 1945-2002)
- Johan David kerblad (Thụy Điển, 1763-1819)
- Cyril Aldred (Anh, 1914-1991)
- James Peter Allen (Mỹ, sinh năm 1945)
- Maurice Alliot (Pháp, 1903-1960)
- Hartwig Altenmüller (Đức, sinh năm 1938)
- Émile Amélineau (Pháp, 1850-1915)
- Alessia Amenta (Ý)
- Guillemette Andreu (Pháp, sinh năm 1948)
- Tadeusz Andrzejewski (Ba Lan, 1923-1961)
- Jan Assmann (Đức, sinh năm 1938)
- Éric Aubourg (Pháp)
- Sydney Hervé Aufrère (Pháp, sinh năm 1951)
- A.-C.-T.-Émile Prisse d'vennes (Pháp, 1807
- Edward Russell Ayrton (Anh, 1882-1914)

## B

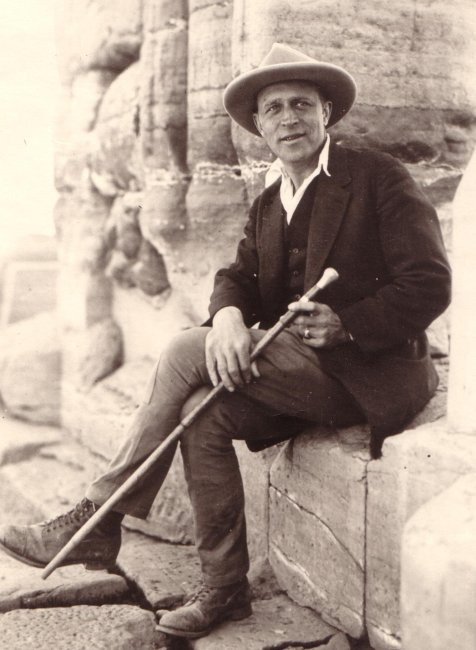
Fernand Bisson de La Roque

- Alexander Badawy (Ai Cập, 1913-1986)
- John Robert Baines (Anh, sinh năm 1946)
- Pascale ballet (Pháp, sinh năm 1953)
- Émile Baraize (Pháp, 1874-1952)
- Alessandro Barsanti (Ý, 1858-1917)
- Hussein Bassir (Ai Cập, sinh năm 1973)
- Michel Baud (Pháp, 1963-2012)
- Alfred Chester Beatty (Mỹ, 1875-1968)
- Nathalie Beaux-Grimal (Pháp, sinh năm 1960)
- Jürgen von Beckerath (Đức, 1920-2016)
- Giovanni Battista Belzoni (Ý, 1778-1823)
- Georges Aaron Bénédite (Pháp, 1857-1926)
- Yosef Ben-Jochannan (Mỹ, 1918-2015)
- Margaret Benson (Anh, 1865-1916)
- Susanne Bickel (Thụy Sĩ, sinh năm 1960)
- Manfred Bietak (Áo, sinh năm 1940)
- Friedrich Wilhelm von Bissing (Đức, 1873-1956)
- Fernand Bisson de la Roque (Pháp, 1885-1958)
- Aylward Manley Blackman (Anh, 1883-1956)
- Edward Bleiberg (Mỹ, sinh năm 1951)
- Martin Bommas (Đức, sinh năm 1967)
- Charlotte (Anh, sinh năm 1975)
- Ludwig Borchardt (Đức, 1863-1938)
- Käthe Bosse-Griffiths (Đức-Anh, 1910-1998)
- Urbain Bouriant (Pháp, 1849-1903)
- Peter J. Brand (người Mỹ gốc Canada, sinh năm 1967)
- James Henry (Mỹ, 1865-1935)
- Edda Bresciani (Ý, sinh năm 1930)
- Bob Brier (Mỹ, sinh năm 1943)
- Edwin C. Brock (Mỹ, 1946-2015)
- Mary Brodrick (Anh, 1858-1933)
- Myrtle Florence Broome (Anh, 1888 -1978)
- Émile Brugsch (Đức, 1842-1930)
- Heinrich Karl Brugsch (Đức, 1827-1894)
- Guy Brunton (Anh, 1878-1948)
- Betsy Bryan (Mỹ, sinh năm 1949)
- EA Wallis Budge (Anh, 1857-1934)
- James Burton (Anh, 1788-1862)

## C
- Agnès Cabrol (Pháp, 1964-2007)

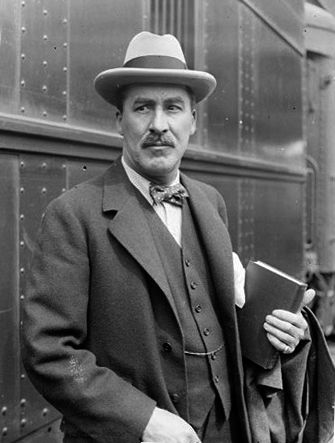
Howard Carter

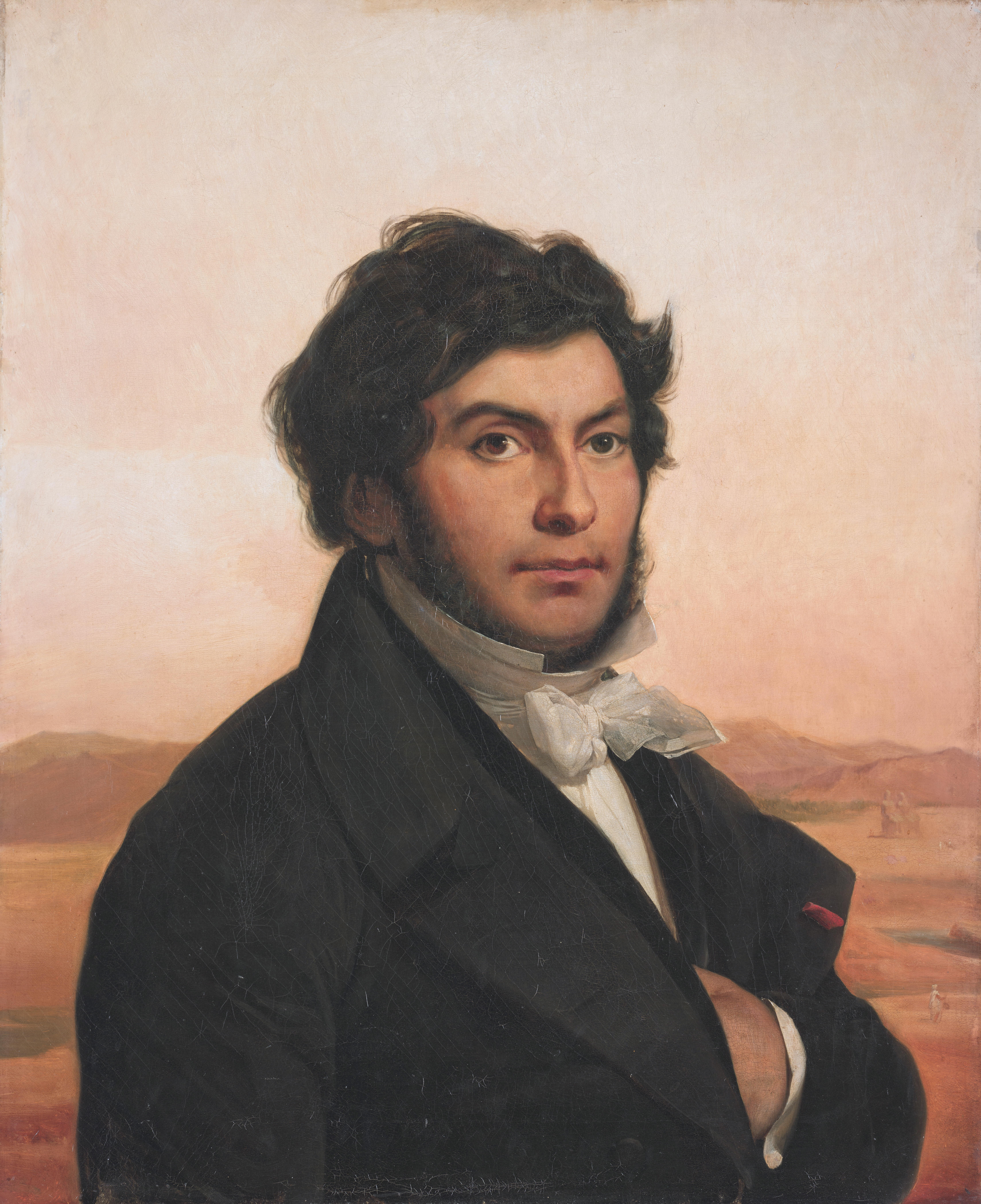
Jean-François Champollion

- Amice Calverley (Anh-Canada, 1896-1959)
- Ricardo Caminos (Argentina, 1916-1992)
- Jean Capart (Bỉ, 1877-1947)
- George Herbert, Bá tước thứ năm của Carnarvon (Anh, 1866-1923)
- Howard Carter (Anh, 1874-1939)
- Giovanni Battista Caviglia (Ý, 1770-1845)
- Jaroslav erný (Séc, 1898-1970)
- François Chabas (Pháp, 1817-1882)
- Jean-François Champollion (Pháp, 1790-1832)
- Émile Gaston Chassinat (Pháp, 1868-1948)
- Charles Chipiez (Pháp, 1835-1901)
- Bolog Clarke (Anh, 1841-1926)
- Jean Clédat (Pháp, 1871-1943)
- Kathlyn M. Cooney (Mỹ)
- Jean-Pierre Corteggiani (Pháp, sinh năm 1942)
- Pearce Paul Creasman (Mỹ, sinh năm 1981)
- Silvio Curto (Ý, 1919-2015)

## D
- Alec Naylor Dakin (Anh, 1912-2003)
- Alicia Daneri (Argentina, sinh 1942)
- Georges Émile Jules Daressy (Pháp, 1864-1938)
- François Daumas (Pháp, 1918-1984)
- Françoir Dunand (Pháp, sinh năm 1934)
- Nina de Garis Davies (Mỹ, 1881-1965)
- Norman de Garis Davies (Mỹ, 1865-1941)
- Theodore M. Davis (Mỹ, 1837-1915)
- Théodule Devéria (Pháp, 1831-1871)
- Cheikh Anta Diop (Sénégal, 1923-1986)
- Sergio Donadoni (Ý, 1914-2015)
- Günter Dreyer (Đức, sinh năm 1943)
- Étienne Drioton (Pháp, 1889-1961)
- Bernardino Drovetti (Ý, 1776-1852)
- Julian Dümichen (Đức, 1833-1894)

## E
- Bendix Ebbell (Na Uy, 1865-1941)
- Georg Ebers (Đức, 1837-1898)
- Dorothy Eady (Anh, 1904-1981)
- Amelia Edwards (Anh, 1831-1892)

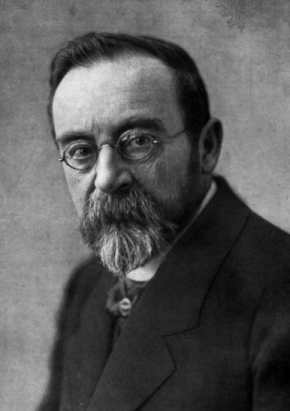
Adolf Erman

- Iorwerth Eiddon Stephen Edwards (Anh, 1909-1996)
- August Eisenlohr (Đức, 1832-1902)
- Walter Bryan Emery (Anh, 1902-1971)
- Jean-Yves Empereur (Pháp, sinh năm 1952)
- Reginald Engelbach (Anh, 1888-1946)
- Adolf Erman (Đức, 1854-1937)

## F
- Raymond O. Faulkner (Anh, 1894-1982)
- Cecil Mallaby Firth (Anh, 1878-1931)
- Henry George Fischer (Mỹ, 1923-2006)
- Hans-Werner Fischer-Elfert (Đức, sinh năm 1954)
- Joann Fletcher (Anh, sinh năm 1966)
- Georges Foucart (Pháp, 1865-1943)
- Detlef Franke (Đức, 1952-2007)
- Henri Frankfort (Hà Lan, 1897-1954)
- Henning Franzmeier (Đức)
- George Willoughby Fraser (Anh, 1866-1923)
- Renée Friedman (Mỹ)

## G

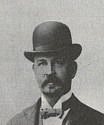
Vladimir Golenishchev

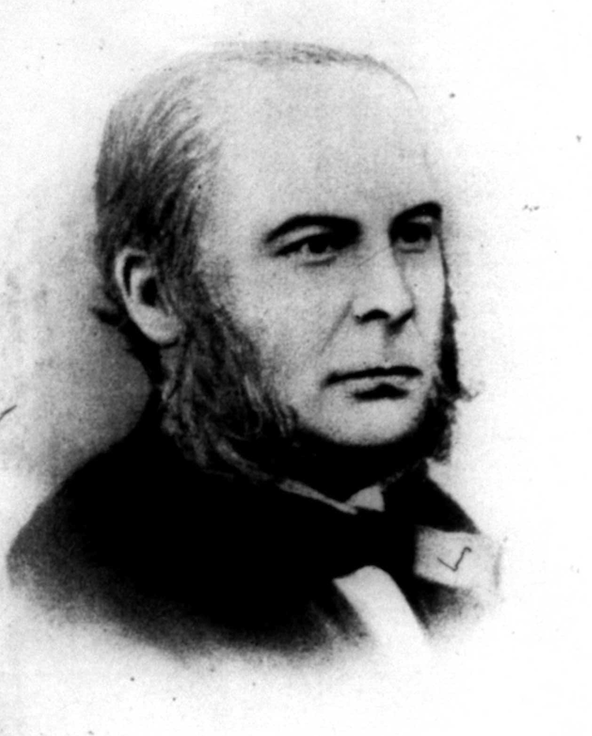
Charles Goodwin

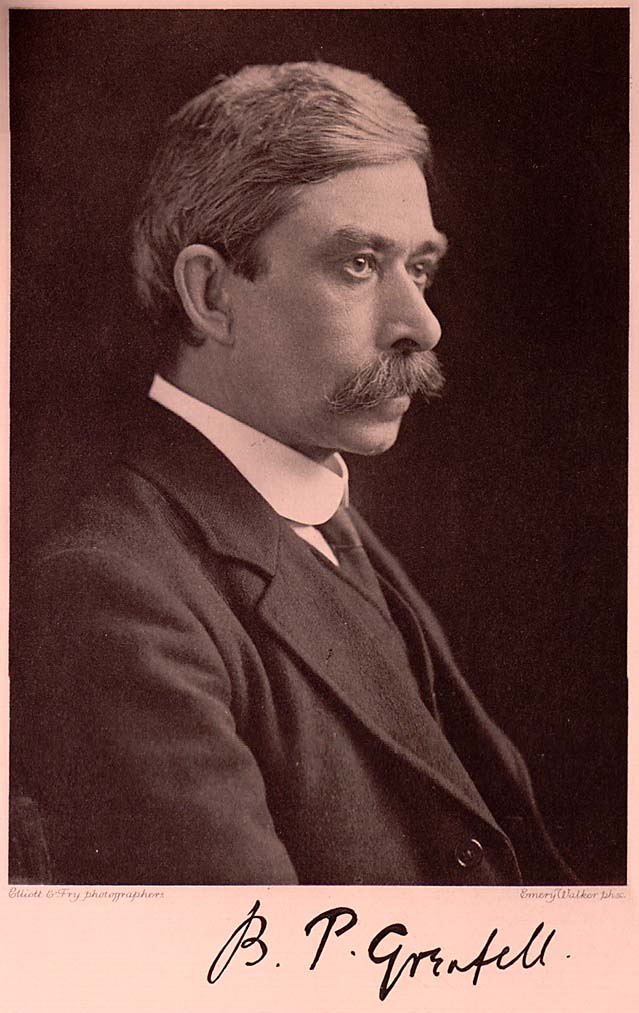
Bernard Pyne Grenfell

- Marc Gabolde (Pháp, sinh năm 1957)
- Alan Gardiner (Anh, 1879-1963)
- Jean Sainte-Fare Garnot (Pháp, 1908-1963)
- John Garstang (Anh, 1876-1956)
- Henri Gauthier (Pháp, 1877-1950)
- Joseph Étienne Gautier (Pháp, 1861-1924)
- John Gee (Mỹ, sinh năm 1964)
- Paul Ghalioungui (Ai Cập, 1908-1987)
- Stephen Ranulph Kingdon Glanville (1900-1956)
- Orly Goldwasser (Israel)
- Vladimir Golenishchev (Nga, 1856-1947)
- Zakaria Goneim (Ai Cập, 1905-1959)
- Charles Wycliffe Goodwin (Anh, 1817-1878)
- Janet Gourlay (Scotland, 1863-1912)
- Georges Goyon (Pháp, 1905-1996)
- Pierre Grandet (Pháp, sinh năm 1954)
- Hermann Grapow (Đức, 1885-1967)
- Eugène Grébaut (Pháp, 1846-1915)
- Bernard Pyne Grenfell (Anh, 1869-1926)
- Francis Llewellyn Griffith (Anh, 1862-1934)
- Nora Griffith (Anh, 1870-1937)
- Nicolas Grimal (Pháp, sinh năm 1948)
- Sarah Israelit Groll (Israel, 1925-2007)
- Battiscombe Gunn (Anh, 1883-1950)

## H

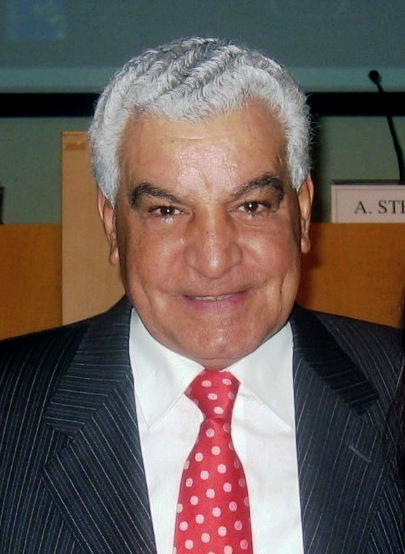
Zahi Hawass

- Labib Habachi (Ai Cập, 1906-1984)
- Hermine Hartleben (Đức, 1846-1918)
- Selim Hassan (Ai Cập, 1887-1961)
- Zahi Hawass (Ai Cập, sinh năm 1947)
- William C. Hayes (Mỹ, 1903-1963)
- Wolfgang Helck (Đức, 1914-1993)
- Johann Jakob Hess (Thụy Sĩ, 1866-1949)
- James K. Hoffmeier (Mỹ, sinh năm 1951)
- Erik Hornung (Thụy Sĩ, sinh năm 1933)
- Arthur Surridge Hunt (Anh, 1871-1934)

## I

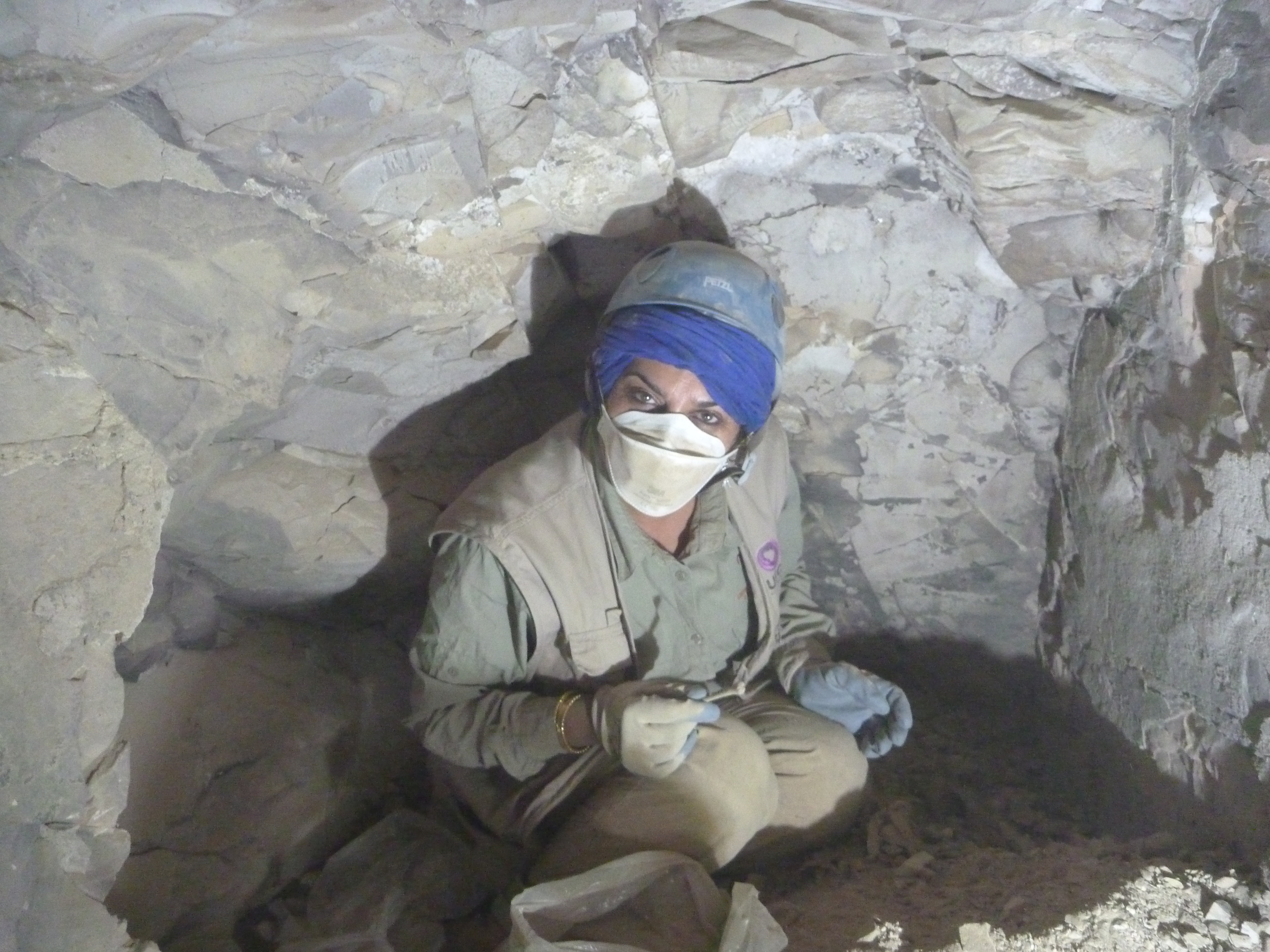
Salima Ikram

- Ibn Wahshiyya (người Iraq, sống vào thế kỷ 9 và 10)
- Salima Ikram (Pakistan, sinh năm 1965)
- Sergei Ignatov (Bulgaria, sinh năm 1960)

## J
- Christian Jacq (người Pháp, sinh năm 1947)
- Thomas Garnet Henry James (Anh, 1923 Từ2009)
- Gustave Jéquier (Thụy Sĩ, 1869-1946)
- Jean-Baptiste Jollois (Pháp, 1776-1842)
- Edme-François Jomard (Pháp, 1777-1862)
- Pierre Jouguet (Pháp, 1869-1949)
- Hermann Junker (Đức, 1877-1962)

## K

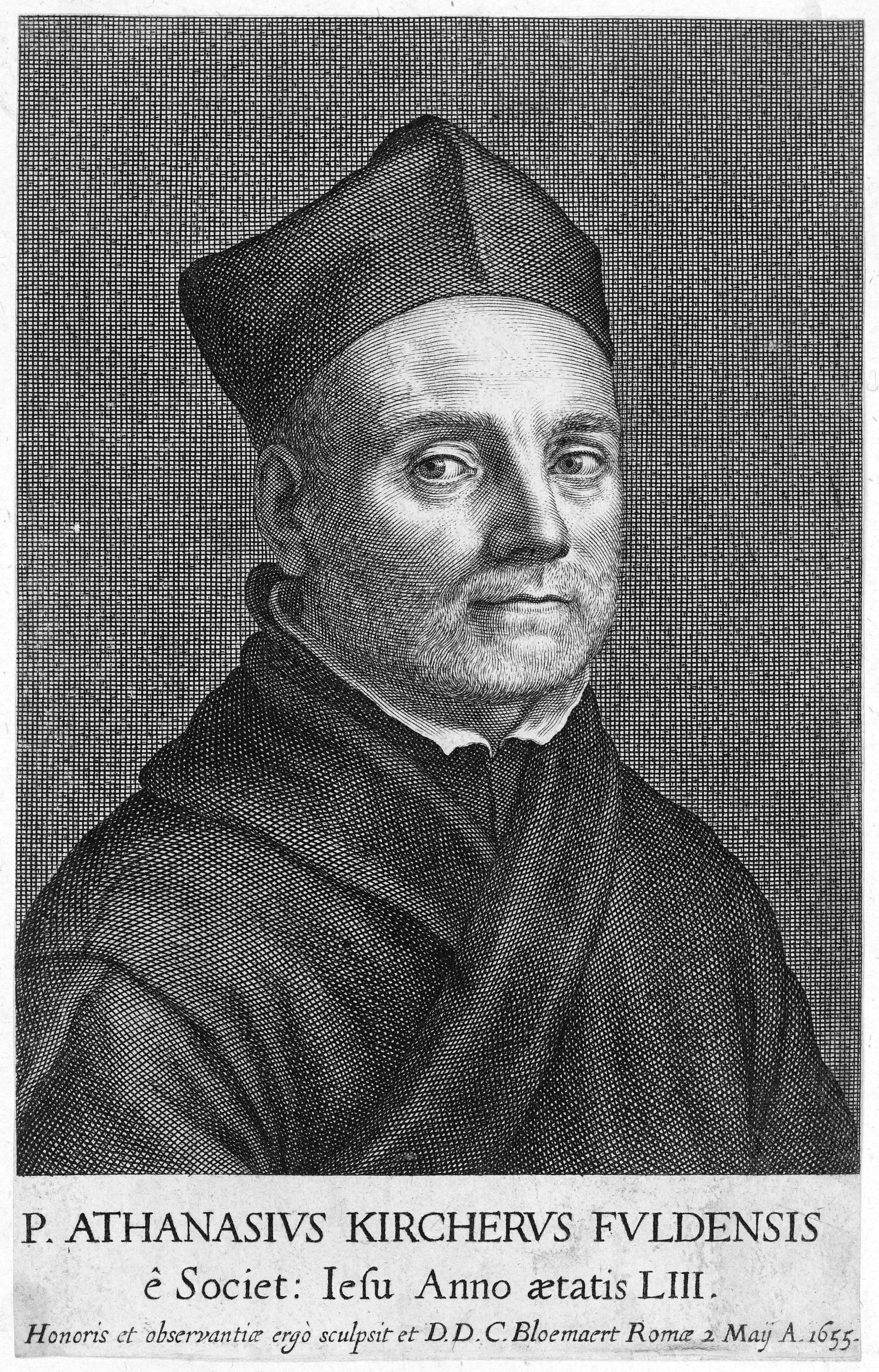
Athanaius Kircher

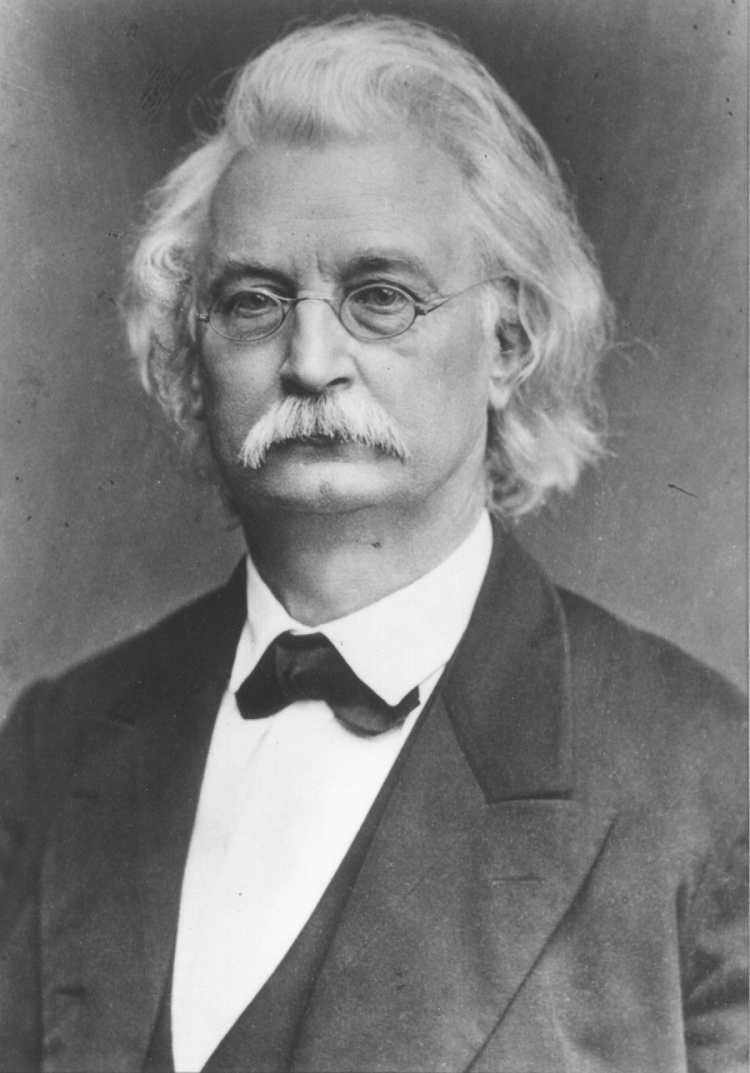
Karl Richard Lepsius

- László Kákosy (Hungary, 1932-2003)
- Ahmed Kamal (Ai Cập, 1851-1923)
- Naguib Kanawati (Ai Cập-Úc, sinh năm 1941)
- Peter Kaplony (Hungary-Thụy Sĩ, 1933-2011)
- Barry Kemp (Anh)
- Jean Kérisel (Pháp, 1908-2005)
- Athanasius Kircher (Đức, 1602-1680)
- Kenneth Anderson Kitchen (Anh, sinh năm 1932)
- Giovanni Kminek-Senedlo (Séc-Ý, 1828-1896)
- Jirō Kondō (Nhật Bản, sinh năm 1951)
- Charles Kuentz (tiếng Pháp, 1895-1978)

## L
- Pierre Lacau (Pháp, 1873–1963)
- Violette Lafleur (Canada, 1897–1965)
- Jean-Philippe Lauer (Pháp, 1902–2001)
- Jean Leclant (Pháp, 1920-2011)
- Conradus Leemans (Đức, 1809–1893)
- Eugène Lefébure (Pháp, 1838–1908)
- Gustave Lefebvre (Pháp, 1879–1957)
- Georges Legrain (Pháp, 1865–1917)
- Mark Lehner (Mỹ)
- Oscar Lemm (Nga, 1856–1918)
- Charles Lenormant (Pháp, 1802–1859)
- Karl Richard Lepsius (Đức, 1810–1884)
- Leonard H. Lesko (Mỹ, sinh 1938)
- František Lexa (Séc, 1876–1960)
- Nestor L'Hôte (Pháp, 1804–1842)
- Miriam Lichtheim (Israel, 1914-2004)
- Jens Lieblein (Na Uy, 1827–1911)
- Victor Loret (Pháp, 1859–1946)
- Paul D. Lynn (Mỹ, sinh 1964)

## M

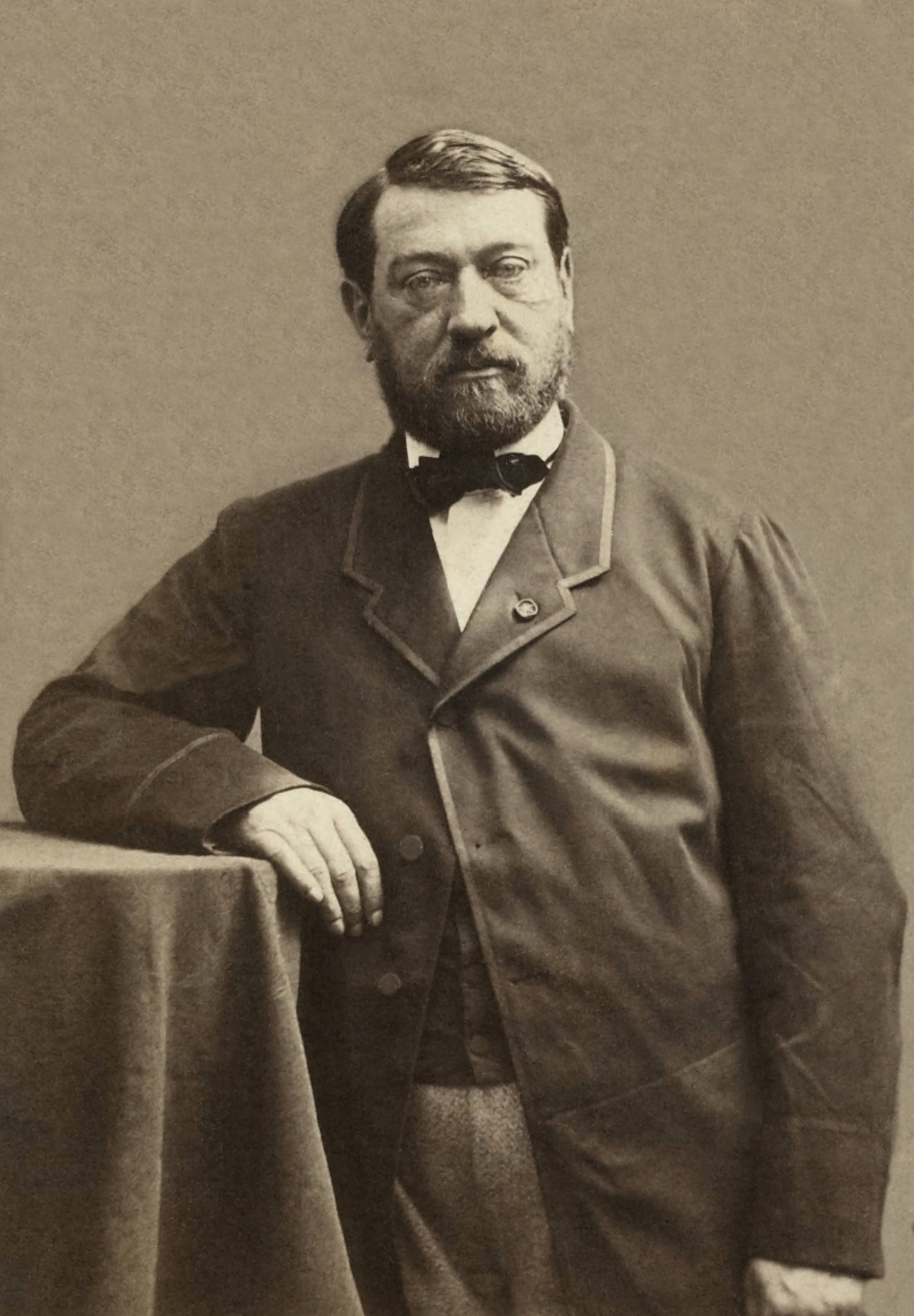
Auguste Mariette

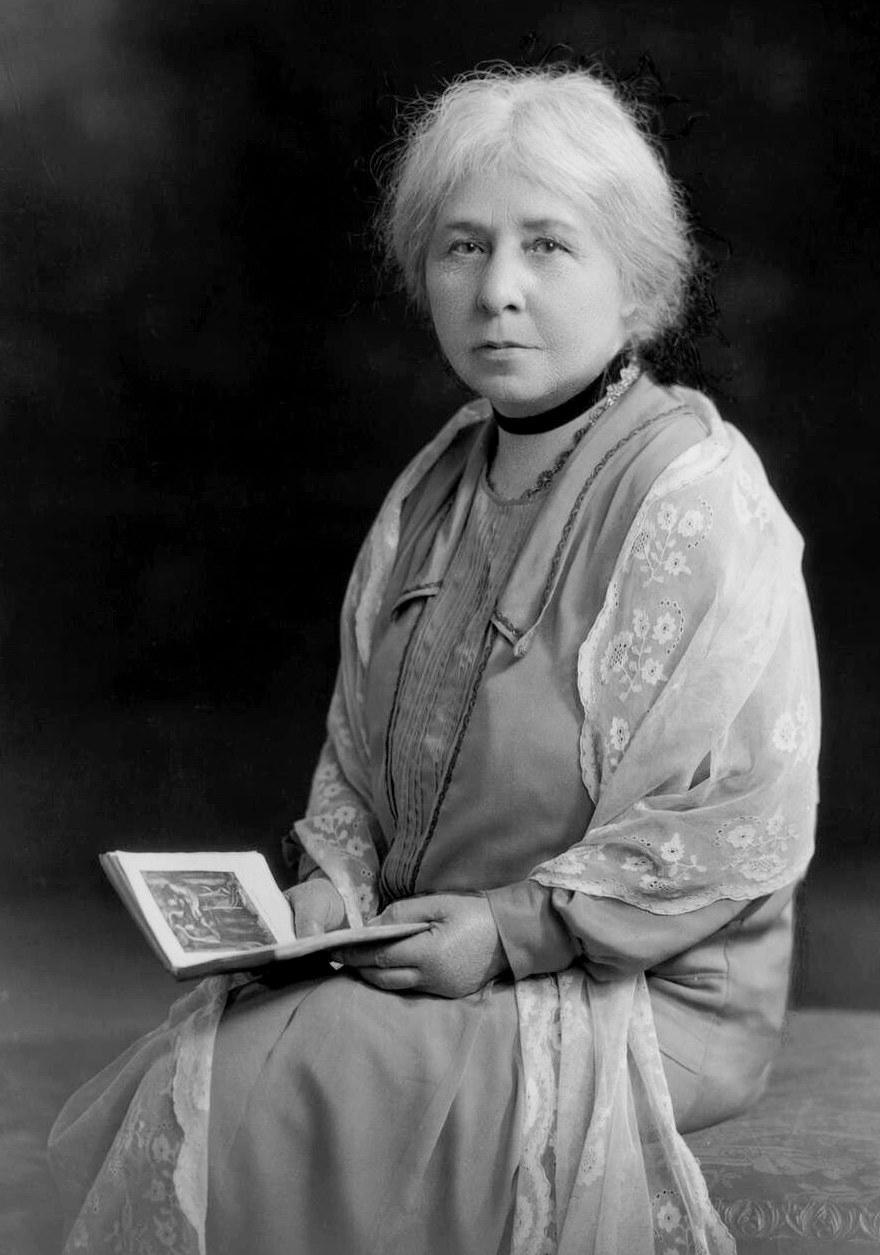
Margaret Murray

- Arthur Cruttenden Mace (Anh, 1874-1928)
- Auguste Ferdinand François Mariette (Pháp, 1821-1881)
- Gaston Maspero (Pháp, 1846-1916)
- Bernard Mathieu (Pháp, sinh năm 1959)
- Menu Bernadette (Pháp, sinh năm 1942)
- Barbara Mertz (Mỹ, 1927-2013)
- Kazimierz Michałowski (Ba Lan, 1901-1981)
- Beatrix Midant-Reynes (Pháp)
- Nicholas Millet (người Mỹ, 1934-2004)
- Pierre Montet (tiếng Pháp, 1885-1966)
- Ludwig David Morenz (Đức, sinh năm 1965)
- Alexandre Moret (Pháp, 1868-1938)
- Jacques de Morgan (Pháp, 1857-1924)
- Rosalind Moss (Anh, 1890-1990)
- William J. Murnane (người Mỹ, 1945-2000)
- Margaret Alice Murray (Anh-Ấn Độ, 1863-1963)
- Karol Myliwiec (Ba Lan, sinh năm 1943)

## N
- Édouard Naville (Thụy Sĩ, 1844-1926)
- Alessandra Nibbi (Úc, 1923-2007)
- Christiane Desroches Noblecourt (Pháp, 1913-2011)

## O
- David O'Connor (người Úc, sinh năm 1938)
- Boyo Ockinga (Đức-Úc)

## P
- Laure Pantalacci (Pháp)
- Sarah Parcak (người Mỹ)

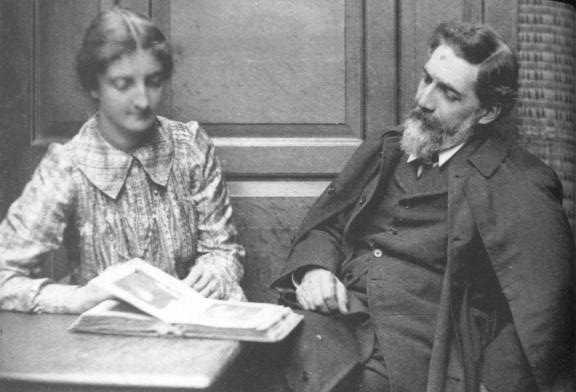
Hilda và Flinder Petrie

- Richard Anthony Parker (người Mỹ, 1905-1993)
- Thomas Eric Peet (Anh, 1882-1934)
- John Pendlebury (Anh, 1904-1941)
- John Shae Perring (Anh, 1813-1869)
- Hilda Petrie (Ailen, 1871-1957)
- William Flinder Petrie (Anh, 1853-1942)
- Willem Pleyte (Hà Lan, 1836-1903)
- André Pochan (Pháp, 1891-19??)
- Paule Posener-Kriéger (Pháp, 1925-1996)

## Q
- Joachim Friedrich Quack (người Đức, sinh năm 1966)
- James Edward Quibell (Anh, 1867-1935)
- Stephen Quirke (Anh)

## R

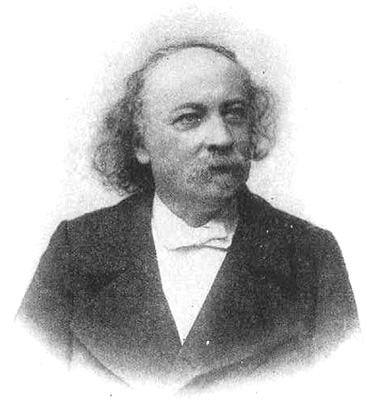
Revillout Revillout

- David Randall-MacIver (người Mỹ gốc Anh, 1873-1945)
- Maarten Raven (Hà Lan, sinh năm 1953)
- John D. Ray (người Anh, sinh năm 1945)
- Donald B. Redford (người Canada, sinh năm 1934)
- Nicholas Reeves (tiếng Anh, sinh năm 1956)
- Adolphe Reinach (Pháp, 1887-1914)
- George Andrew Reisner (người Mỹ, 1867-1942)
- Peter le Page Renouf (Anh, 1822-1897)
- Eugène Revillout (Pháp, 1843-1913)
- Alexander Henry Rhind (người Scotland, 1833-1863)
- Herbert Ricke (Đức, 1901-1976)
- Robert K. Ritner (người Mỹ)
- David Roberts (người Scotland, 1796-1864)
- Gay Robins (người Mỹ gốc Anh, sinh năm 1951)
- David Rohl (người Anh, sinh năm 1950)
- Ippolito Rosellini (Ý, 1800-1843)
- Emmanuel de Rougé (Pháp, 1811-1872)
- François Michel de Rozière (Pháp, 1775-1842)
- Otto Rubensohn (Đức, 1867-1964)
- Donald P. Ryan (người Mỹ, sinh năm 1957)
- Kim Ryholt (người Mỹ/Đan Mạch, sinh năm 1970)

## S
- Henry Salt (Anh, 1780-1827)

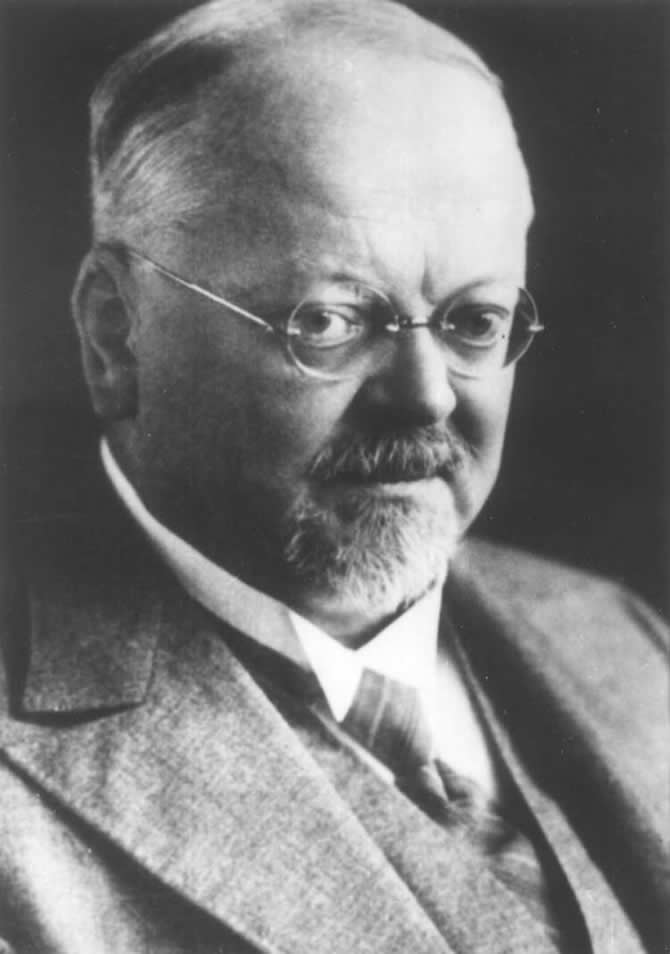
Kurt Sethe

- Helmut Satzinger (người Áo, sinh năm 1938)
- Serge Sauneron (Pháp, 1927-1976)
- Claude-Étienne Savary (Pháp, 1750-1788)
- Otto Schaden (người Mỹ, 1937-2015)
- Hans Heinrich Schaeder (Đức, 1896-1957)
- Jean-Vincent Scheil (Pháp, 1858-1919)
- Ernesto Schiaparelli (Ý, 1856-1928)
- René Schwaller de Lubicz (Pháp, 1887-1961)
- Girolamo Segato (Ý, 1792-1836)
- Kurt Heinrich Sethe (Đức, 1869-1934)
- Gustav Seyffarth (người Mỹ gốc Đức, 1796-1885)
- Ian Shaw (Anh, sinh năm 1961)
- David P. Silverman (người Mỹ, sinh năm 1943)
- William Kelly Simpson (người Mỹ, 1928-2017)
- Edwin Smith (người Mỹ, 1822-1906)
- Grafton Elliot Smith (Úc, 1871-1919)
- Wilhelm Spiegelberg (Đức, 1870-1930)
- Rainer Stadelmann (Đức, 1933-2019)
- Danijela Stefanovic (người Serbia, sinh năm 1973)
- Georg Steindorff (Đức, 1861-1951)
- Vasily Vasilievich Struve (Nga, 1889-1965)
- Zbigniew Szafrański (Ba Lan)

## T
- Mahmoud Maher Taha (Ai Cập, sinh năm 1942)
- Rifa'a al-Tahtawi (Ai Cập, 1801-1873)
- Elizabeth Thomas (người Mỹ, 1907-1986)
- Herbert Thompson (Anh, 1859-1944)
- Claude Traunecker (người Pháp, sinh năm 1943)
- Bruce Trigger (Canada, 1937-2006)
- Boris Turayev (Nga, 1868-1920)
- Joyce Tyldesley (Anh, sinh năm 1960)

## U
- Peter Ucko (Anh, 1938-2007)

## V

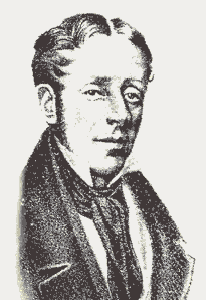
Richard William Howard Vyse

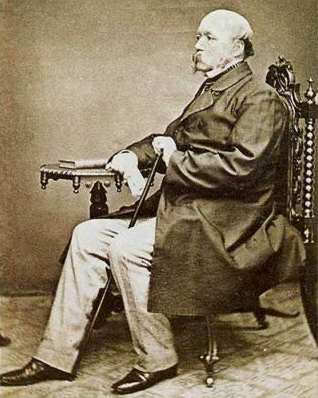
John Gardner Wilkinson

- Jeanne Marie Thérèse Vandier Keyboardbbadie (Pháp, 1899-1977)
- Alexandre Varille (Pháp, 1909-1951)
- Luigi Vassalli (Ý, 1812-1887)
- Jean Vercoutter (Pháp, 1911-2000)
- Jozef Vergote (Bỉ, 1910-1992)
- Miroslav Verner (Séc, sinh năm 1941)
- Édouard de Villiers du Terrage (Pháp, 1780-1855)
- Richard William Howard Vyse (Anh, 1784-1853)

## W
- William Ayres Ward (Mỹ, 1928-1996)
- Kent R. Weeks (Mỹ, sinh năm 1941)
- Arthur Weigall (Anh 1880-1934)
- Josef W. Wegner (Mỹ, sinh năm 1967)
- Fred Wendorf (Mỹ, 1924-2015)
- Willeke Wendrich (Hà Lan-Mỹ, sinh năm 1961)
- Edward Frank Wente (Mỹ, sinh năm 1930)
- Werbrouck (Bỉ, 1889-1959)
- Wolfhart Westendorf (Đức, 1924-2018)
- Charles Edwin Wilbour (Mỹ, 1833-1896)
- John Gardner Wilkinson (Anh, 1797-1875)
- Richard H. Wilkinson (Mỹ, sinh năm 1951)
- Toby Wilkinson (Anh, sinh năm 1969)
- John A. Wilson (Mỹ, 1899-1976)
- Herbert Eustis Winlock (Mỹ, 1884-1950)
- Walter Wreszinski (Đức, 1880-1935)

## Y
- Sakuji Yoshimura (Nhật Bản, sinh năm 1943)
- Thomas Young (Anh, 1773-1829)
- Jean Yoyotte (Pháp, 1927-2009)

## Z
- Zbyněk Žába (Séc, 1917-1971)
- Louis Vico Žabkar (1914-1994)
- Hilde Zaloscer (Áo, 1903-1999)
- Christiane Ziegler (Pháp, sinh năm 1942)